# Awantaż (film)
Awantaż (bułg. Авантаж) – bułgarski dramat filmowy z 1977 roku w reżyserii Georgia Djułgerowa.
Film miał premierę w Bułgarii 10 października 1977 roku. W 1978 na 28. MFF w Berlinie obraz zdobył nagrodę Srebrnego Niedźwiedzia dla najlepszego reżysera.

## Fabuła
Historia króla kieszonkowców, prawdziwego artysty wśród złodziei, który próbuje odnaleźć swoje miejsce w nowych realiach komunistycznej Bułgarii. Główny bohater, posługujący się ksywką "Kogut", ze względu na swoją wewnętrzną wolność odstaje od otaczającej go coraz bardziej siermiężnej rzeczywistości. Jest to przyczyną kłopotów, jakie ma w relacjach ze społeczeństwem, a zwłaszcza z kobietami.

## Obsada
- Rusi Czanew – Łazar Kasabow vel "Kogut"
- Płamen Donczew – mjr Ljubomir Gerczew
- Maria Statułowa – Rumiana
- Płamena Getowa – Żeła
- Radosweta Wasilewa – nauczycielka
- Weljo Goranow – Palikamara
- Dimitar Ganew – Ljubo
- Stefan Popow – Zordana
- Diana Czelebiewa – Keranka
- Wulczo Kamaraszew – mąż Rumiany[3]

## Produkcja
Zdjęcia kręcono w Burgas, Łoweczu i w Sofii.